# Würth Industrie Service

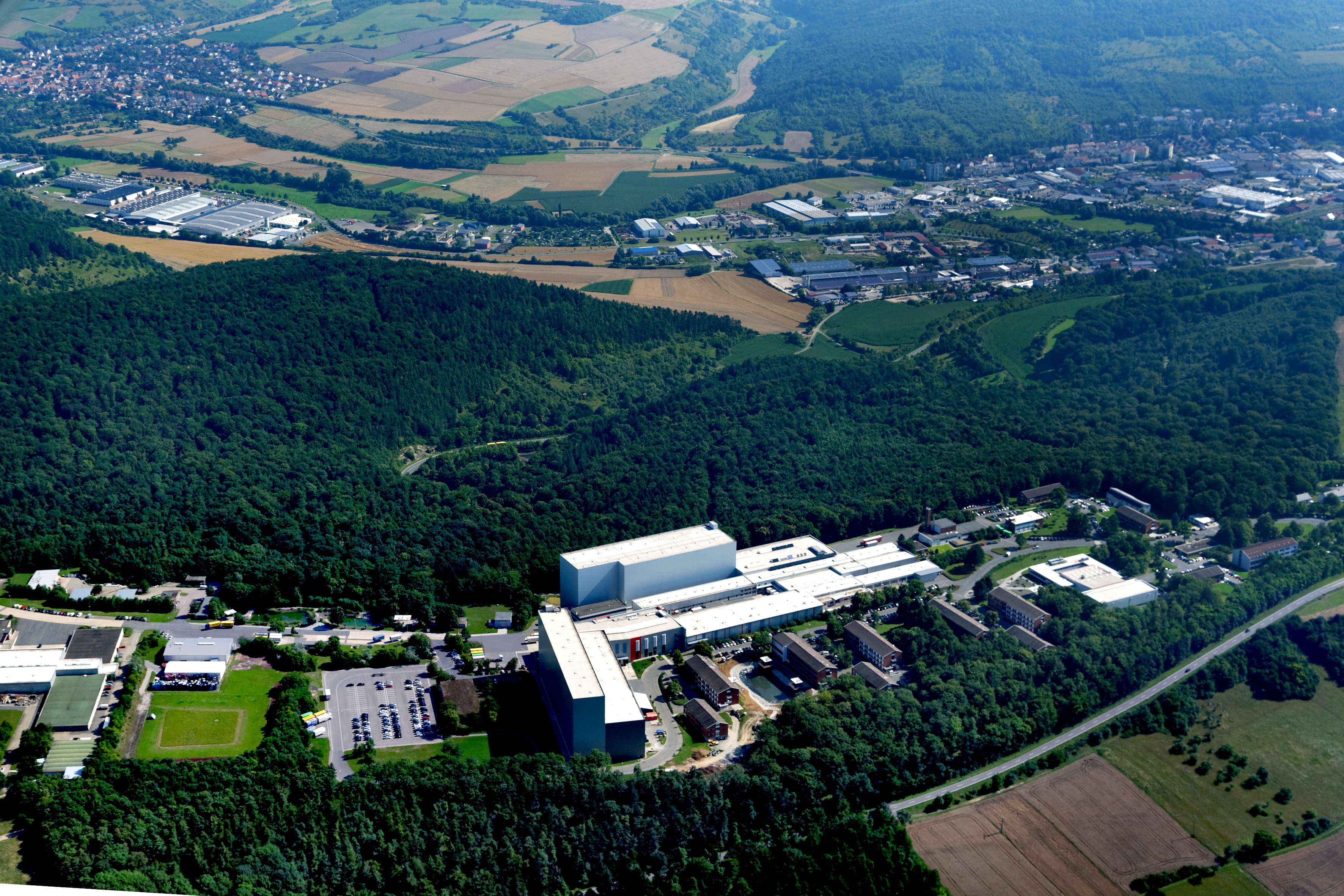
Blick auf das Firmenareal der Würth Industrie Service GmbH & Co. KG auf dem Bad Mergentheimer Drillberg (2014)

Die Würth Industrie Service GmbH & Co. KG ist ein international tätiges Handelsunternehmen im Bereich Montage- und Befestigungstechnik sowie Logistikdienstleister.
Das Unternehmen ist Teil der Würth-Gruppe und eine eigenständige Tochtergesellschaft der Adolf Würth GmbH & Co. KG. Die Zentrale des Unternehmens sitzt in Bad Mergentheim in Baden-Württemberg.

## Unternehmen
Schwerpunkt der Unternehmensaktivitäten ist die Versorgung von Industriekunden mit Beschaffungs- und Logistiklösungen wie Kanban- und C-Teile-Systemen.
Weltweit ist die Würth Industrie Service mit dem WINWORK (Würth Industrial Network) in über 40 Ländern vertreten. Es bestehen 13 Niederlassungen in Deutschland und fünf europäische Betriebsstätten.
Die Würth Industrie Service GmbH & Co. KG verfügt über ein Sortiment von über 1.400.000 Artikeln. Zum Standardangebot gehören Produkte aus unterschiedlichen Warengruppen, unter anderem:
DIN- und Normteile, Befestigungstechnik und Verbindungselemente, Arbeitsschutz, Werkzeuge für die Bereiche Metallbearbeitung, Montage, Elektro und Druckluft, Fahrzeugtechnik, Schraub- und Steckverbindungen, Dübel und Schellen, Möbel- und Baubeschläge, Niettechnik, chemisch-technische Produkte. Daneben ist die Firma auf die Belieferung mit Sonderteilen spezialisiert.

## Geschichte
Am 13. Januar 1999 wurde die Würth Industrie Service GmbH & Co. KG (WIS) durch die Ausgliederung der Division Industrie aus der Adolf Würth GmbH & Co. KG in Künzelsau gegründet. Noch im gleichen Monat erwarb die WIS das Kasernengelände und den Truppenübungsplatz der Deutschordenskaserne in Bad Mergentheim. Das Gelände wurde in der Folge zum Industriepark Würth um- und ausgebaut. Zum 1. Januar 2000 übernahm die Würth Industrie Service die operativen Geschäfte der Division Industrie der Adolf Würth GmbH & Co. KG. Im Februar desselben Jahres wurde ein Kanban-Logistikzentrum eingeweiht, das bereits 2003 um zusätzliche 5.500 Palettenplätze erweitert wurde.

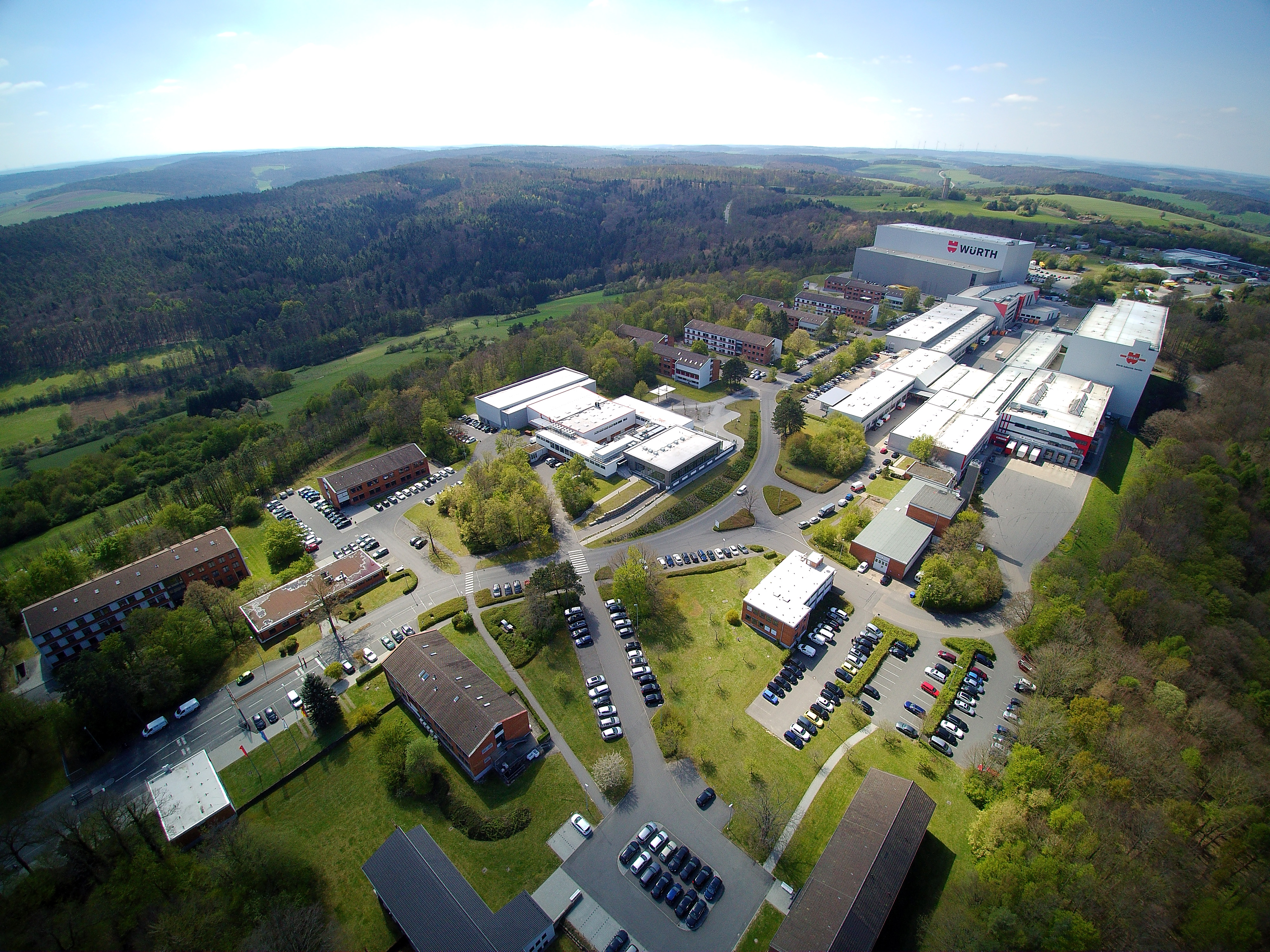
Luftbild des Industriepark Würth, Firmensitz der Würth Industrie Service GmbH & Co. KG, aus dem Jahr 2017

Ende 2004 wurde ein erstes Hochregallager mit 15.000 Palettenplätzen und einer Höhe von 45 Metern in Betrieb genommen. Im Jahre 2007 wurde ein zweites Hochregallager errichtet und unmittelbar an das bestehende Lager angeschlossen.
2011 wurde ein erweitertes Logistikzentrum mit einem neuen Hochregallager, einem OSR Shuttlelager sowie einem neuen Wareneingangs- und ausgangskomplex eingeweiht. Die Mitarbeiterzahl überschritt die 1.000.
Im Jahre 2012 wurde die Marke von 1.000.000 Artikeln im Industriesortiment überschritten.
Am 16. Januar 2013 präsentierte die Würth Industrie Service ein optisches Bestellsystem für die Materialwirtschaft.
Im Geschäftsjahr 2017 wurde beim Umsatz die 500-Millionen-Euro-Marke überschritten.

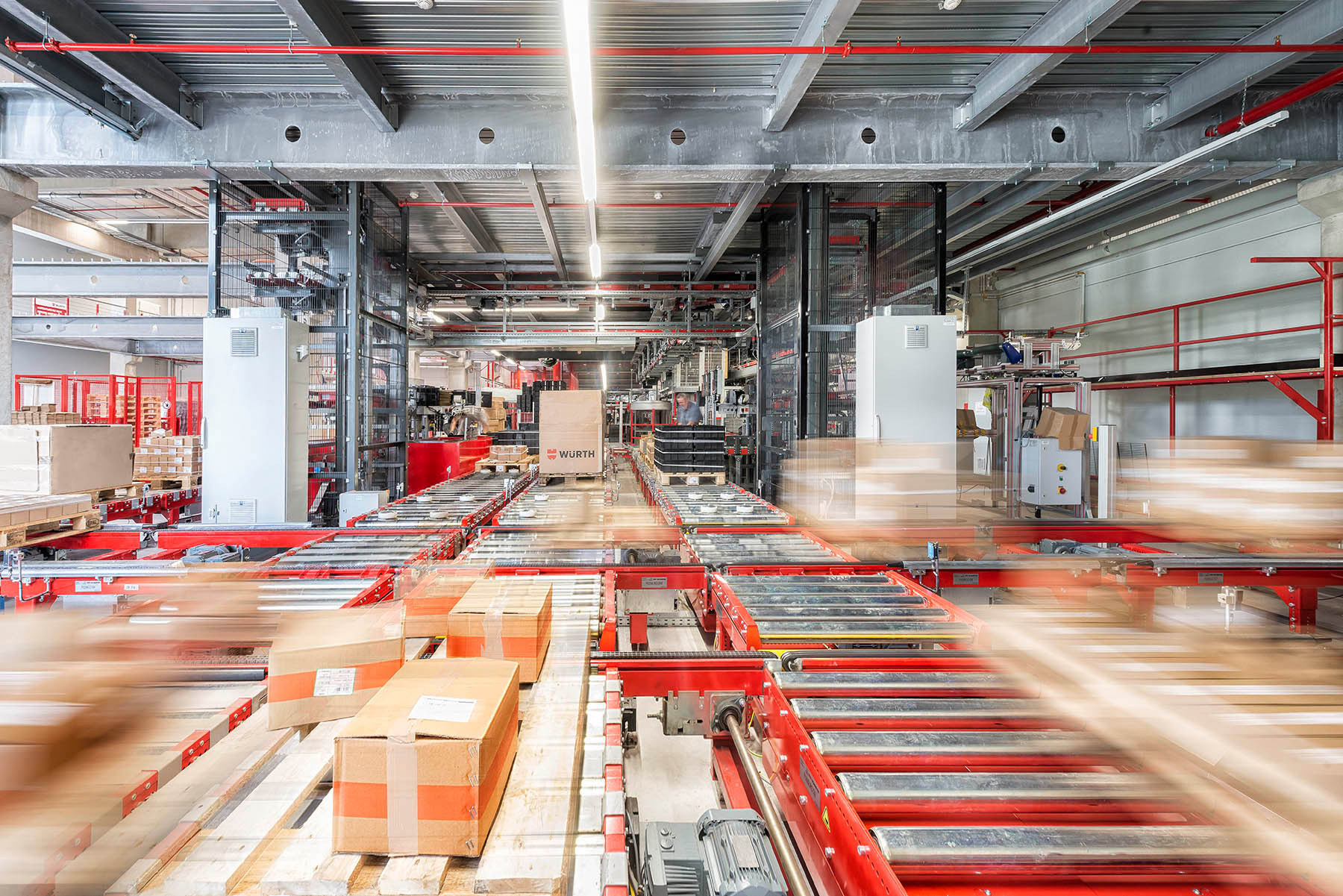
Europäisches Logistikzentrum in Bad Mergentheim

2019 lag der Umsatz bei 582 Millionen Euro, die Mitarbeiterzahl stieg auf 1700, nach 1639 im Vorjahr und 1489 im Jahr 2017.

## Auszeichnungen
- Deutscher Logistik-Preis: 2009[14]
- Bambus Champion – Wachstums Champion: 2010
- WIN-WIN-Cup des Jahrzehntes: 2011
- TÜV PROFiCERT-plus Siegel: 2014
- TOP - Innovation erleben: 2015
- Innovationspreis-IT - Best of: 2015
- 100 Orte für die Industrie 4.0: 2015
- Best Logistik Marke: 2016
- Deutscher Verpackungspreis: 2016
- Beste Logistik Marke: 2019
- Top 100, Top-Innovator: 2021[15]
- Award LOGISTRA best practice[16][17]
- 100 Orte für Industrie 4.0 in Baden-Württemberg[18]
- Innovativste Unternehmen Deutschlands 2023[19]

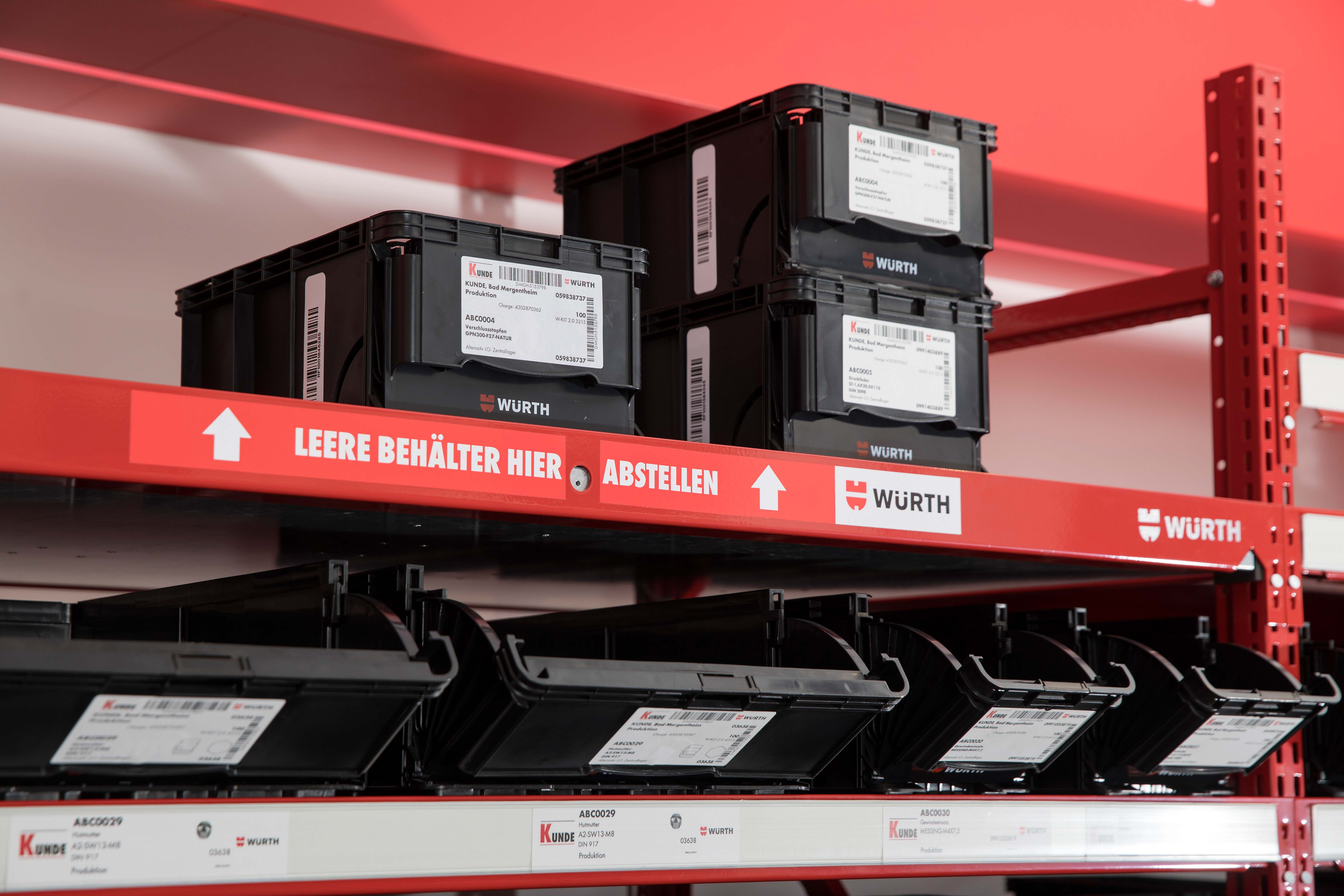
RFID-Kanban System zur automatisierten C-Teile-Versorgung

- Digital-Champions 2023[20]

## Würth Museum
Die Dauerausstellung „Führungskultur rund um den Trillberg - einst und jetzt“ im Industriepark Würth auf dem Gelände der ehemaligen Deutschordenkaserne am Drillberg möchte anhand historischer Beispiele gute wie schlechte Erscheinungsformen von Führungskultur veranschaulichen.